# كازوكي تاكاهاشي
كازوكي تاكاهاشي (4 أكتوبر 1961 - يوليو 2022)، هو مانغاكا ياباني ولد في طوكيو. كان كازوكي مغرماً برسم المجلات الهزلية والمصورة منذ كان في سن المراهقة وظهر لأول مرة في مجلة اليابان الأسبوعية الأكثر شعبية ورواجاً «شونن» وذلك في عام 1991 وبعد ذلك أخذ بعض الوقت ليشحن طاقته الفنية ليصدر سلسلة المانجا الشهيرة يوغي يو في عام 1996 وبعد ذلك أطلق نسخة الرسوم المتحركة من يوغي يو في عام 2000.

## الوفاة
في 6 يوليو/تموز 2022 عُثر على تاكاهاشي ميتًا على بعد 300 متر من شاطئ ناغو في أوكيناوا من قبل ضباط خفر السواحل الياباني بعد بلاغ مدني من قارب عابر. كان تاكاهاشي يرتدي معدات الغطس وقت وفاته. يبدو أنه مات قبل أيام قليلة بحسب التحقيقات. وفتح خفر السواحل الياباني تحقيقًا في الحادث.

## روابط خارجية
- كازوكي تاكاهاشي على موقع IMDb (الإنجليزية)
- كازوكي تاكاهاشي على موقع ميتاكريتيك (الإنجليزية)
- كازوكي تاكاهاشي على موقع الموسوعة البريطانية (الإنجليزية)
- كازوكي تاكاهاشي على موقع روتن توميتوز (الإنجليزية)
- كازوكي تاكاهاشي على موقع قاعدة بيانات الأفلام العربية
- كازوكي تاكاهاشي على موقع ألو سيني (الفرنسية)
- كازوكي تاكاهاشي على موقع أول موفي (الإنجليزية)
- كازوكي تاكاهاشي على موقع ديسكوغز (الإنجليزية)
- كازوكي تاكاهاشي على موقع قاعدة بيانات الفيلم (الإنجليزية)
- كازوكي تاكاهاشي على موقع كينوبويسك (الروسية)